# 가모 히데유키 (20대)
가모 히데유키(일본어: 蒲生秀行, 덴쇼 11년(1583년) ~ 게이초 17년 5월 14일(1612년 6월 13일))는 아즈치모모야마 시대부터 에도 시대 초기까지의 다이묘이다. 어릴적 이름은 쓰루치요(鶴千代)이고, 다른 이름은 히데타카(秀隆)이며, 통칭 도자부로(藤三郎)이다. 관위는 종4위하, 히다노카미, 시종이다.

## 생애

### 가독 상속
덴쇼 11년, 아이즈성주 가모 우지사토의 적자로 태어났다. 형 가모 우지토시가 있었으나, 히데유키가 태어나기 전에 폐적되었다. 분로쿠 4년(1595년), 아버지 우지사토가 급사하자 가문을 승계했다. 그런데 도요토미 히데요시는 히데유키로부터 아이즈 영지를 거두고 새로이 오미국 2만 석 영지를 부여한다는 결정을 내렸다. 하지만 간파쿠 도요토미 히데쓰구가 히데유키의 영지 상속을 인정하여, 아이즈 92만 석 영지를 받게 되었다. 이 일은 히데쓰구 사건의 원인 중 하나가 되는데, 결국 히데요시는 히데유키가 도쿠가와 이에야스의 셋째 딸 후리히메를 정실로 맞아들이는 것을 조건으로 후계 계승을 허락받았다.

### 우쓰노미야 감봉과 세키가하라
게이초 3년(1598년) 3월, 히데요시의 명령으로 아이즈 92만 석에서 우쓰노미야 18만 석으로 이봉되었다. 우지사토 시대에 가모씨는 91만 9300석의 녹을 받았으나 우지사토가 급사하고 뒤를 이은 히데유키가 불과 13세의 어린 나이였기 때문에 동북쪽의 진수로서 90만 석이나 되는 소령을 지배하는 것은 쉽지 않고, 중신 간의 말다툼이 있어 18만 석으로 감봉되었다. 이유로서 앞서 기술한 가모인 히데요시 측을 구실로서 불쾌했다.
히데유키는 부케야시키(武家屋)를 만들어 마을 사람들이 거주하는 곳과 명확하게 구분하고, 성 아래 입구를 두어 초소를 두는 등, 가모씨의 고향인 오미 히노(日野)에서 온 상인을 어용 상인으로서 성의 북쪽을 달리는 가마가와변(釜川べり)에 거주하게 하여 히노마치(日野町)라고 명명하고 상업 발전을 기했다.
게이초 5년(1600년)의 세키가하라 전투에서 우에스기 가게카쓰을 치기 위해, 도쿠가와 히데타다는 우쓰노미야(宇都宮)에 들어갔다. 그 후 히데타다와 이에야스 모두 서쪽으로 군을 향해 출진했기 때문에 히데유키는 본거지인 우쓰노미야에서 우에스기 가게카쓰(히데요시에게 옛 가모노료인 아이즈를 부여받았다)의 군 견제와 성 아래 치안유지를 명령받았다.

### 아이즈 재개봉과 약사
전후, 군공에 의해 몰수된 우에스기령 중 무쓰가 60만 석을 수여받고 아이즈에 복귀했다. 히데유키는 이에야스의 딸과 결혼했기 때문에 막부 성립 후에도 도쿠가와씨의 일문중으로 중용되었다. 게이초 12년(1607년), 마쓰다이라의 성을 부여받았다.
그러나, 아이즈 지진이나 집안 소동의 재연등도 겹쳐, 그 심로등 때문에, 게이쵸 17년(1612년) 5월 14일에 사망했다. 향년 30세. 대를 장남 다다사토가 이었다.

## 인물
가모 소동의 배경에는 가모씨의 감이봉을 계획하고 있던 히데요시 및 이시다 미쓰나리 등이 소동을 뒤에서 조종하여 히데유키를 모함했다는 설도 있어, 히데유키의 연령과 기량만을 원인이라고 단정할 수 없다.
| 전임 가모 우지사토 | 제20대 가모씨 당주 | 후임 가모 다다사토 |

| 전임 가모 우지사토 | 제2대 와카마쓰성 성주 (가모가) 1595년 ~ 1598년 | 후임 우에스기 가게카쓰 |

| 전임 아사노 나가마사 | 우쓰노미야성 성주 (가모가) 1598년 ~ 1601년 | 후임 오코치 히데쓰나 |

| 전임 우에스기 가게카쓰 | 아이즈번 번주 (가모가, 재봉) 1601년 ~ 1612년 | 후임 가모 다다사토 |